# Barrio Techal Blanco
Barrio Techal Blanco är en ort i Mexiko.   Den ligger i kommunen Santa María Huatulco och delstaten Oaxaca, i den sydöstra delen av landet, 500 km sydost om huvudstaden Mexico City. Barrio Techal Blanco ligger 222 meter över havet och antalet invånare är 340.
Terrängen runt Barrio Techal Blanco är kuperad norrut, men söderut är den platt. Runt Barrio Techal Blanco är det ganska tätbefolkat, med 60 invånare per kvadratkilometer. Närmaste större samhälle är Crucecita, 19,8 km öster om Barrio Techal Blanco. I omgivningarna runt Barrio Techal Blanco växer huvudsakligen savannskog.